# Versailles
Versailles (также известная как Versailles Philharmonic Quintet) — японская группа, играющая в стиле пауэр-метал/неоклассический метал. Создана в марте 2007 года. В основе творчества группы стоит идея «абсолютно идеального звука и крайностей эстетизма», которая была придумана вокалистом группы Камидзё.

## История
Группа была официально создана 30 марта 2007 года, когда Хидзаки и Камидзё объявили о создании совместного проекта. Хидзаки стал ведущим гитаристом, а Камидзё занял место вокалиста и основного автора песен. Позже к ним присоединился басист Жасмин Ю, бывший участник сольного проекта Хидзаки, а вскоре и гитарист того же проекта Тэру вместе с ударником Юки.

### The Revenant Choir
В рекламных целях коллектив решил разместить первый ПВ клип на YouTube. Это сразу привлекло внимание к группе, вплоть до приезда немецкого телевидения которые вскоре взяли у них интервью (также появилось в японской газете Sankei Newspaper).
Вскоре они получили звание одной из самых популярных групп на телевидении. 24 июня 2007 года состоялось первое выступление Versailles. Их первый сингл и DVD — The Revenant Choir и мини-альбом — Lyrical Sympathy вышли как в Японии, так и в Европе, DVD — Urakizoku вышел в декабре. Кроме того, они победили в JRock Choice Awards в номинациях лучший новый музыкант, лучший мини-альбом и лучшие костюмы. Поскольку песня The Revenant Choir исполнялась на английском языке — что непривычно для японских рок и метал-групп — группа смогла быстрее стать популярной среди европейских слушателей
Versailles впервые выступили в США на A-KON в Далласе, Техас. Группа не только отыграла там концерт, но и приняла участие в интервью формата «вопрос-ответ» и автограф-сессии. Всё это заняло три дня: с 30 мая по 1 июня.

### Сообщение о смерти Жасмина Ю
В начале августа группа начала выступать без басиста, что было объяснено его плохим физическим самочувствием. 9 августа на официальном сайте группы появилось сообщение о его смерти. Поклонники и участники группы были шокированы этим внезапным событием, группа не раскрывала подробностей до заявления семьи умершего. Участники ввиду этого события решили отложить все запланированные мероприятия на неопределённое время, но о роспуске группы речи не шло.
Английский перевод сообщения в блоге группы о смерти Жасмина:
2009.8.9 「Versailles」 Urgent Announcement: Though Jasmine You had taken time off in order to rest because of poor physical condition, we received a report that early in the morning on August 9th, he died. Because of the extreme abruptness of this news, the members and staff are all dumbfounded and trying hard to accept this it. As soon as his family has been notified and updated as to the details and we receive their permission, we will further report to all of the fans. Moreover, with the current announcement, in regards to activity, please allow us to postpone it
12 августа Жасмин был похоронен. Его родственники выразили благодарность всем, кто пришёл на его похороны и кто оказывал ему услуги при жизни. Также родственники сообщили, что в последние дни своей жизни он часами слушал записи Hizaki Grace Project и успел побывать в родном городе.

### 2010—2012: Творческий перерыв
В октябре группа возобновила выступления, партии Жасмина исполнял басист Matenrou Opera Ё. По словам ударника Юки, группа либо будет играть с ним, либо не будет вообще. Альбом, замороженный из-за смерти Жасмина Ю, решили выпустить 20 января 2010 года.
9 февраля 2010 года участники группы подтвердили своё выступление в Москве, запланированное на 27 июня в рамках мирового тура. Также на 9 августа был запланирован бесплатный концерт в Нагое в память о Жасмине Ю.
10 сентября второй сессионный бас-гитарист группы Масаси был объявлен официальным участником группы. До Versailles он играл во многих жанрах — от готического рока до нью-метала — и некоторое время был учеником самого Жасмина Ю. Одновременно с этим был анонсирован новый сингл «DESTINY-The Lovers-», намеченный на 27 октября.
20 июля 2012 года Versailles взяла творческий перерыв, а в начале 2013 года Юдзи Камидзё сообщил о начале сольной карьеры. Остальные четверо участников Versailles создали новую группу — Jupiter, вокалистом которой стал Зин (ex-十神, ex-V-Family, ex-SLOD). Их первый сингл, получивший название Blessing of the Future, был выпущен 24 июля 2013 года.

### 2015—наше время: Воссоединение
20 декабря 2015 года участники Versailles поделились новостью о концерте в честь воссоединения группы на своих официальных страничках в Твиттере. Концерт прошёл 28 декабря 2015 года в Токио.
25 июня 2016 года в честь своего 9-летия группа устроила юбилейный концерт в Zepp DiverCity.
26 января 2017 года в Москве стартовал европейский концертный тур Renaissance. В рамках тура группа посетила Москву, Хельсинки, Лондон, Бохум, Варшаву, Барселону и Париж. 14 февраля 2017 года состоялся концерт в Японии, на арене Будокан в Токио, к которому приурочен выпуск мини-альбома Linneage ~Bara no Matsuei~. В сентябре и октябре они провели свой 10-й юбилейный мировой тур, в ходе которого посетили Латинскую Америку, а также Гонконг и Канаду. В ноябре группа отправилась в японский тур. Всемирный цифровой релиз мини-альбома Lineage ~Bara no Matsuei~ состоялся 25 декабря 2019 года. Группа должна была выпустить свой первый за восемь лет сингл «Emperor» 15 июля 2020 года, однако выпуск был отменён из-за пандемии COVID-19.  
В 2022 году Versailles отметили пятнадцатилетие. Тур, посвящённый этому событию, состоял из отдельных этапов, каждый из которых был посвящён определённому альбому. Единственный концерт Noble состоялся 24 июня. Этап тура, посвящённый Jubilee, состоялся 20 и 22 октября. Часть тура с альбомом Holy Grail состоялась в период с 3 по 12 февраля 2023 года. В последнюю дату барабанщик Юки объявил, что приостановит всю музыкальную деятельность после 2023 года, посвятив своё время лечению хронической дистонии правой стопы, о которой он впервые публично объявил в феврале 2020 года, и решению семейных проблем. Versailles провели тур Varoque с 13 мая по 24 июня 2023 года. 21 июня они выпустили свой первый за 11 лет сингл «Vogue». 10 сентября Юки объявил, что вместо того, чтобы взять перерыв, как было заявлено ранее, он полностью уйдёт из музыки после концерта Versailles 14 декабря в Zepp Haneda.     
В это же время группа объединилась с Moi dix Mois, D и Matenrou Opera для четырёхдневного тура Japanese Visual Metal с 22 сентября по 2 октября. Четыре группы вместе работали над песней «Kyōsōkyoku ~Tanbinaru Kettō~», которая была выпущена как сингл, приписанный к JVM Roses Blood Symphony.     

## Состав
- Камидзё — вокал
- Хидзаки — гитара

- Тэру — гитара
- Масаси — бас-гитара

### Бывшие участники
- Жасмин Ю — бас-гитара (скончался 9 августа 2009 года)
- Юки — ударные (2007–2012, 2015–2023)

### Концертные музыканты
- Масаси — бас-гитара во время тура в 2010 (с сентября официальный участник)
- Ё — бас-гитара во время V-ROCK фестиваля (Matenrou Opera)

## Дискография

### Альбомы
- Noble (July 9, 2008), Sherow/CLJ/Maru
- JUBILEE (January 20, 2010), Warner Japan
- Holy Grail (June 15, 2011) Warner Japan
- Versailles (September 26, 2012)

### EP
- Lyrical Sympathy (October 31, 2007), Sherow/CLJ
- Lineage (2017)

### Синглы
- The Revenant Choir (June 23, 2007), Sherow — distributed at concerts only
- A Noble Was Born In Chaos (March 19, 2008), Sherow — distributed at concerts only
- Prince (September 13, 2008) — free mp3 download
- Prince & Princess (December 10, 2008), Sherow
- Ascendead Master (June 24, 2009), Warner Japan
- Destiny -The Lovers- (October 27, 2010), Warner Japan
- Philia (March 16, 2011), Warner Japan
- Rhapsody of the Darkness (April 25, 2012), Warner Japan
- Rose (July 4, 2012), Warner Japan
- VOGUE (June 21, 2023)

### Компиляции
- Tokyo Rock City (November 9, 2007), Sony BMG
- Cupia Vol.1 (November 14, 2007)
- Cross Gate 2008 -Chaotic Sorrow- (March 26, 2008), Sherow/Under Code
- The Art of «Propaganda» (September 13, 2008), Sherow/Under Code — distributed at concerts only

### Photobooks
- Versailles -Philharmonic Quintet- (October 22, 2008)

### DVD
- The Revenant Choir (June 23, 2007)
- Aesthetic Violence (December 12, 2007)
- Urakizoku (裏貴族) (December 24, 2007)
- Chateau de Versailles (May 20, 2009)
- History of the Other Side (May 20, 2009)
- — CHATEAU DE VERSAILLES -JUBILEE- (December 21, 2011)